# Ischnura ultima
Ischnura ultima är en trollsländeart som beskrevs av Friedrich Ris 1908. Ischnura ultima ingår i släktet Ischnura och familjen dammflicksländor. Inga underarter finns listade i Catalogue of Life.